# Sẩn (da liễu học)
Sẩn (Latinh: papula) là sang thương nông, rắn, thường dưới 0,5 cm đường kính. Sẩn gồ khỏi bề mặt da xung quanh nên sờ được. Sẩn da gồ lên là do lắng đọng chuyển hoá hay thâm nhiễm khu trú hay tăng sản khu trú các yếu tố tế bào ở thượng bì. Sẩn nông có bờ rõ. Sẩn da sâu do thâm nhiễm tế bào có bờ không rõ. Sẩn có bờ rõ thường gặp khi sang thương là kết quả của sự tăng số lượng tế bào thượng bì hay tế bào melanin. Bề mặt sẩn có thể gồm nhiều sùi nhỏ, xếp sát nhau. Mật độ sẩn dày đặc tạo thành mảng.